# Альфонс Баварский
Принц Альфонс Баварский (нем. Alfons Maria Franz Clemens Maximilian von Bayern; 24 января 1862 — 8 января 1933) — баварский принц из династии Виттельсбахов, сын принца Адальберта Баварского и его супруги Амелии Филиппины де Бурбон.

## Жизнь
Принц родился в Мюнхене 24 января 1862 года. Родителями его были принц Адальберт Баварский, младший сын короля Людвига I и испанская инфанта Амелия Филиппина, внучка короля Карла IV. Принц принадлежал к так называемой испанской ветви династии баварских Виттельсбахов.
В 1880 году, как и многие молодые принцы, Альфонсо вступил в армию. К 1892 году он стал командующим баварского полка Schweren-Reiter. В 1905 году он дослужился до звания генерала от кавалерии. Заканчивал он свою военную карьеру в качестве командующего полка Chevaulegers.
15 апреля 1891 года он женился на принцессе Луизе Виктории Орлеанской, дочери Фердинанда, герцога Алансонского и его супруги Софии Шарлотты Баварской, родной сестры императрицы Сисси. В браке родилось двое детей:
- Иосиф Клеменc Баварский (25 мая 1902 — 8 января 1990), женат не был. Детей не имел.
- Елизавета Баварская (10 октября 1913 — 3 марта 2005), была дважды замужем. 7 детей от двух браков.

Принц Альфонс Баварский умер 8 января 1933 года в Мюнхене. Похоронен в Церкви Святого Михаила в Мюнхене.